# جوی خواب‌آلو
جو خواب‌آلود (به انگلیسی: Sleepy Joe) نام مستعاری برای رئیس جمهور پیشین آمریکا، جو بایدن است که توسط مخالفان ریاست جمهوری او ابداع و استفاده می‌گردد و به یک میم تبدیل شده است. این نام مستعار در ابتدا توسط رئیس جمهور وقت ایالات متحده دونالد ترامپ در سال ۲۰۱۹ استفاده شد. علت این لقب، منتشر شدن چندین ویدیو از جو بایدن است که در آن‌ها گاهی در وسط جلسات و مصاحبه‌های تلویزیونی مهم، به خواب می‌رود. این لقب همچنین به ادعای عدم توانایی جسمی و ذهنی بایدن برای فعالیت به عنوان رئیس جمهور نیز اشاره دارد.